# 요크셔 조각 공원

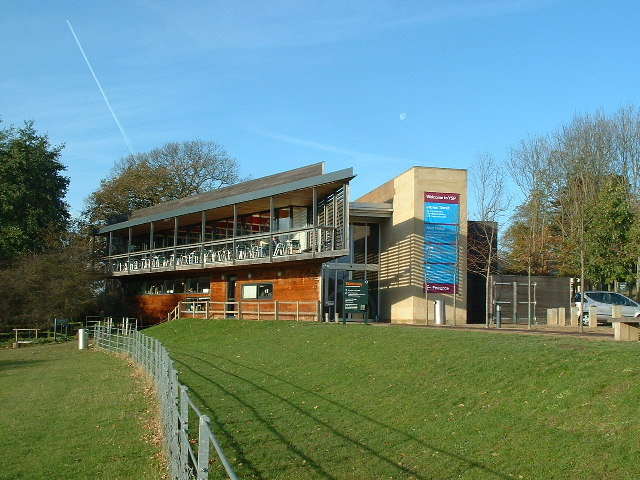
요크셔 조각 공원

요크셔 조각 공원(Yorkshire Sculpture Park)은 영국과 다른 나라 예술가들의 작품을 전시하는 야외 공원이다. 이 공원은 영국 잉글랜드 웨스트요크셔주 웨이크필드의 웨스트브레턴에 있다. 개장 시간은 계절별로 다르다. 영국의 첫 번째 조각 공원이다. 1990년대 이후 실내 전시관도 생겼고 최근에는 지하 전시관도 생겼다.

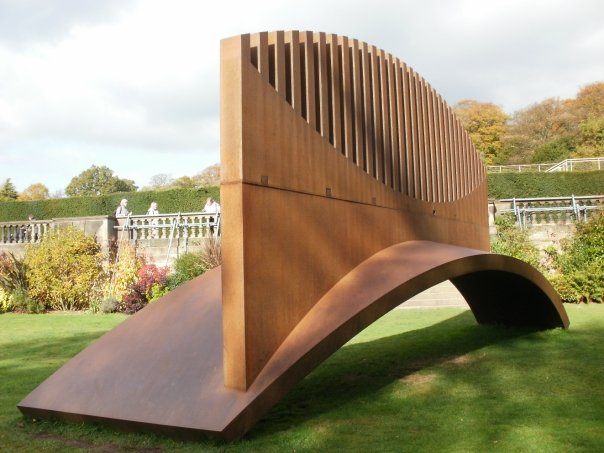
공원 내에 전시된 Nigel Hall의 작품